# 広江克彦
広江克彦(ひろえかつひこ)は、物理学を解説するウェブサイト『EMANの物理学』の運営者として知られる人物である。
「EMAN」(「エマン」)は中学生の頃からのあだ名であり、同氏はインターネット上でも主にその名前で活動している。
PC向けゲーム会社を起業後は、情報家電メーカーの開発部での勤務などの経歴を経て、農業を営んでいる。

## 来歴
- 1972年 岐阜県各務原市にて誕生する[A 1]
- 年月日 静岡大学で理学部物理学科を卒業する[A 1]
- 年月日 同大学院で修士課程を修了する[A 1]
- 2000年03月10日 ウェブサイト『EMANの物理学』の運営開始
- 2018年03月20日 POD個人出版アワードにて優秀賞を受賞する[R 2]

## 著作
- 『趣味で物理学』理工図書、2007年3月28日。ISBN 978-4-8446-0716-8。
- 『趣味で相対論』理工図書、2008年6月16日。ISBN 978-4-8446-0730-4。
- 『趣味で量子力学』理工図書、2015年12月1日。ISBN 978-4-8446-0837-0。
- 『趣味で量子力学2』インプレスR&D、2016年6月7日。

## 註釈・出典
1. 1 2 3 4  氏の著作より

1. ↑  “第9期講演者”.  科学者維新塾·中之島. 2021年9月8日閲覧。
2. ↑  永沢茂「Amazonで個人出版されたPOD作品を表彰、「POD個人出版アワード」受賞9作品が決定」『INTERNET Watch』インプレス、2018年3月20日。